# 竹東九牧第
24°46′02″N 121°03′08″E / 24.767262°N 121.052146°E
竹東九牧第，是位於臺灣新竹縣竹東鎮二重里的三合院、夥房，也是開鑿竹東圳時的辦公室，被列為縣定古蹟。

## 歷史

### 早期歷史
竹東九牧第的起造人，是當地仕紳與企業家林春秀，約建於1921年前，屬於一堂屋六橫屋的夥房。立面洗石方柱、洗石水平衡樑、斗石砌牆身、石牆基、屋脊通氣孔等，都展現出日治時期建築風格。

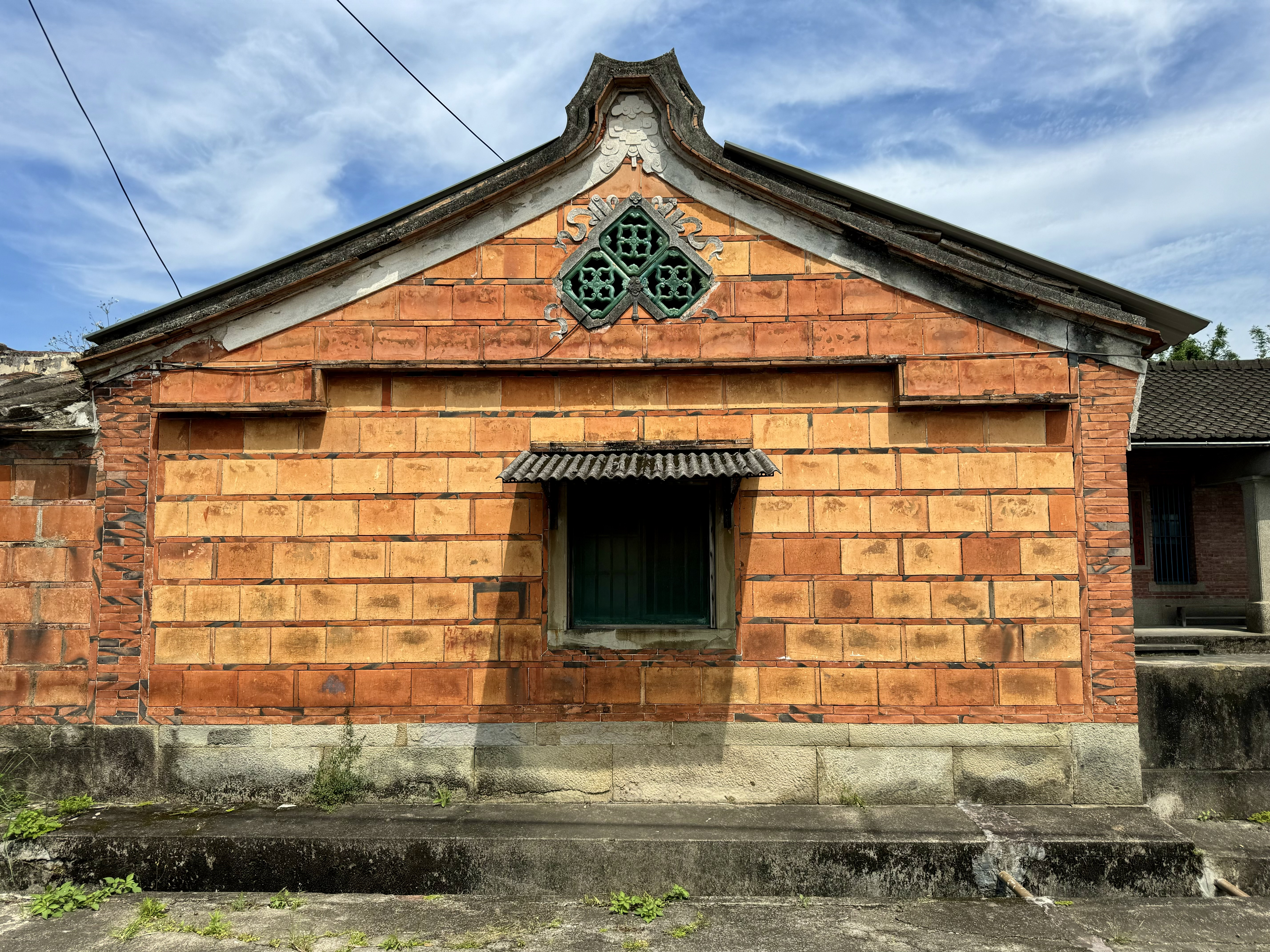
右橫屋與屋脊通氣孔

地方農戶認為此宅建在風水上被稱為「金雞孵蛋」之處的原因，主要考量是不缺水。1926年，林春秀、黃維生、黃棟臣等人聯合籌建引自上坪溪水源的竹東圳以灌溉二重埔等。為開鑿竹東圳而創設的三益株式會社就設在此宅。議員林昭錡為林春秀的曾侄孫，認為該宅見證大新竹地區經濟發展。
1938年再整修，將屋瓦換為水泥瓦。

### 列入古蹟
2003年9月12日，文史工作者吳慶杰在帶竹東鎮二重國小學童來此參觀時，呼籲相關單位將九牧第納入古蹟維護，以提供後人景仰和參訪。2007年4月27日，新竹縣長鄭永金到二重埔時表示，九牧第已進入文化局古蹟審查程序。2008年12月25日，客家台灣文化學會在此宅，舉行「竹東圳」竣工80周年暨林春秀公逝世50周年活動。2018年12月5日，公告為縣定古蹟。
2024年4月2日，由於九牧第與周圍，將被徵收作新竹科學園區第3期，縣府宣布，九牧第將被以竹北市新瓦屋客家文化保存區方式作維護。縣府向文化部文資局提送「新竹縣縣定古蹟竹東九牧第修復及再利用計畫」，以新台幣250萬元經費作修復計畫。